# سامي ستيفنز
سامي ستيفنز (بالإنجليزية: Sammy Stevens)‏ (18 نوفمبر 1890 في المملكة المتحدة - ) هو لاعب كرة قدم بريطاني (وحمل سابقاً جنسية المملكة المتحدة لبريطانيا العظمى وأيرلندا) في مركز الهجوم. لعب مع كوفنتري سيتي ونوتس كاونتي وهال سيتي وCradley Heath F.C. ‏.